# Posztkolonializmus
A posztkolonializmus irodalmi és kulturális tudományokból eredeztethető eszmei irányzat, mely a gyarmatosítás hatásaival foglalkozik. A gyarmatosítás hatását a gyarmatosítókra és a gyarmatosítottakra vonatkozóan is vizsgálja, elemzi a köztük egykor fennállt és ma fennálló kapcsolatot és ennek következményeit. A gyarmatosítás kulturális örökségének vizsgálata számos tudományterületet fog át, köztük található a történelem, a filozófia, az építészet, a társadalomföldrajz, a szociológia, a teológia és az irodalom. 

## Kialakulása
A posztkolonializmus fogalma angolszász területeken jelent meg először az 1980-as években, széles körű elterjedése a kilencvenes évekre tehető. A fogalom megjelenésekor a nyugati tudományos élet a nem-nyugati, harmadik világbeli, kisebbségi, kibontakozó fogalmak megfelelő helyettesítőjének tartotta. 
A posztkoloniális elmélet létrejöttében szerepet játszik az uralkodó nyugati szemlélet szerepének csökkentése iránti igény, hogy a korábban elnyomott nemzetek és értelmezések számára is teret engedjenek; leggyakrabban azonban a fogalom szó szerinti jelentése, a ’gyarmatosítás utáni állapot’ vizsgálata kerül előtérbe.

## Céljai
Az irányzat a gyarmatosítás és az azt követő események kritikai elemzését, megértését, feltérképezését és politikai következményeinek feltárását tűzte ki céljául. A posztkolonializmus utalhat egyrészt a volt gyarmatosító és kolóniák között létezett és létező gazdasági-társadalmi kapcsolatokra és azok hatására, valamint az egyes népek identitását meghatározó szociális, demográfiai, politikai, kulturális és térbeli jellegzetességekre, összetevőkre.

## Az érintett területek
A posztkoloniális meghatározás jól jellemzi a mai politikai, társadalmi, kulturális helyzet jó részét az érintett világrészeken, az ide tartozó területek egy részén valós probléma, hogy a felszabadulás után a korábbi gyarmattartók továbbra is jelentős politikai-gazdasági súlyt képviselnek.
Kezdetben a nyugat gyarmatosító hatalmainak kritikája volt a fogalom, de ez nem teljesen pontos meghatározás: nem csak a nyugati államok gyarmatosítottak, valamint léteznek a világnak olyan területei is, ahol a bevándorló nyugatiak kerültek függő helyzetbe az anyaországuktól, így egyfajta ön-gyarmatosítás játszódott le (USA, Új-Zéland, Írország). Mindezek mellett a volt szocialista országokban is megfigyelhetők olyan jelek, melyek a posztkoloniális kifejezés a volt szovjet szférába tartozó térségre való alkalmazhatóságát alátámasztják. Összességében elmondható, hogy a világ minden nemzete a történelem során került függő helyzetbe egy másik hatalomtól vagy kultúrától.
A posztkolonialista elnevezés a korábban elnyomott népek, nemzetek azon vágyát tükrözi, hogy valamiképpen a főleg Európa-központú kultúra hatásától függetlenül tudják magukat meghatározni; mások szerint a posztkolonialista megnevezés ma is a korábban hatalmat gyakorló európai kultúrtérben helyezi el a nemzeteket. Az egykori elnyomottak új identitásuk keresésére közben problémamentesen elfogadhatják, de teljesen el is utasíthatják az egykori elnyomók kultúráját. A gyarmatosítás olyan jelentős különbségekkel játszódott le a világ különböző részein, hogy a fogalomnak többes jelentést kell tulajdonítani a gyarmatosítók és a gyarmatosított területek között fennálló kapcsolatok sokfélesége miatt.

## Külső hivatkozások
- Contemporary Postcolonial and Postimperial Literature
- Paper about Post-Colonialism: Definition, Development and Examples from India
- The Postcolonial Space
- Postcolonialities
- Postcolonial Studies Association